# 生島ヒロシのもっと・自由な生活
『生島ヒロシのもっと・自由な生活』（いくしまヒロシのもっと・じゆうなせいかつ）は、1990年4月2日から同年9月28日までフジテレビで平日午前に放送された生活情報バラエティ番組。生島ヒロシの冠番組の1つである。

## 概要
本番組は1989年4月3日から1990年3月30日まで放送された『生島ヒロシのおいしいフライパン』をリニューアルした生活情報番組であり、前番組と同様に11時台には「夕食ばんざい」とディノス提供の通販コーナーを擁していた。
番組の終了後、総合司会を務めていた生島は『ビッグモーニング』（TBS）と『風まかせ 新・諸国漫遊記』の総合司会に起用された。

## 放送時間
- 月曜 - 金曜 10:00 - 11:25（JST）

## 出演者

### 総合司会
- 生島ヒロシ（元TBSアナウンサー）

### 進行アナウンサー
- 岩瀬惠子（当時フジテレビアナウンサー）
- 石川小百合（元テレビ静岡アナウンサー）

### コメンテーター
- 田村哲彦
- 木之内美穂

### ニュースコーナー（報道センター）
- 露木茂（当時フジテレビアナウンサー / 月 - 木曜日）
- 野間脩平（同上 / 金曜日）

※上記2人は『FNNスピーク』と兼務。

## スタッフ
- 構成：松岡孝・島崎伸一（共にTMプロジェクト）
- 技術：八峯テレビ
- ロケ取材：VIC
- 美術：山田茂夫
- 進行：松沢由之
- デザイン：石森慎司（フジテレビ）
- タイトル：山形憲一
- 効果：プロジェクト80
- チーフディレクター：森啓子、平松滋
- ディレクター：岡部勝也、漆原功一
- プロデューサー：古賀憲一、松尾利彦
- 制作協力：日本テレワーク
- 制作著作：フジテレビ

## 放送局
| 放送対象地域 | 放送局     | 系列           | 放送日時                  | 備考                           |
| ------------ | ---------- | -------------- | ------------------------- | ------------------------------ |
| 関東広域圏   | フジテレビ | フジテレビ系列 | 月曜 - 金曜 10:00 - 11:25 | 製作局                         |
| 熊本県       | テレビ熊本 | フジテレビ系列 | 月曜 - 金曜 10:00 - 11:25 |                                |
| 静岡県       | テレビ静岡 | フジテレビ系列 | 月曜 - 金曜 11:00 - 11:25 | 後半部分のみを放送（詳細後述） |
| 岡山県       | 岡山放送   | フジテレビ系列 | 月曜 - 金曜 11:00 - 11:25 | 後半部分のみを放送（詳細後述） |

基本的に11時台のみのネット局は、「夕食ばんざい」と「いいものセレクション」を『奥さまリビング』などの独自のタイトルに差し替えた上で放送。番組自体のエンディングにおいては、スタッフロールを関東ローカルのみに送出し、フジテレビ以外のネット局向けには「制作協力・制作著作」のみを送出していた。